# Giovanni Battista Cambiaso
Il Serenissimo Giovanni Battista Cambiaso (Genova, 19 luglio 1711 – Genova, 23 dicembre 1772) è stato il 171º doge della Repubblica di Genova.

## Biografia
Giovanni Battista Cambiaso nacque a Genova il 19 luglio 1711, figlio di Giovan Maria e di Caterina Roncalli, appartenenti alla ricca e nobile famiglia dei Cambiaso, che nel 1731 sarebbe stata iscritta libro d'oro delle famiglie patrizie genovesi. I Cambiaso, discendenti da un ramo della famiglia veronese degli Scaligeri, si erano insediati fin dal XIV secolo nella val Polcevera, quando erano intervenuti in aiuto dei ghibellini durante le sanguinose lotte di fazione di quel periodo.
Da giovane ebbe una raffinata educazione, completata anche da un viaggio presso le corti di Francia e Inghilterra; al ritorno a Genova intraprese la carriera politica: nel 1746, durante la guerra di successione austriaca, era governatore a Savona, di cui organizzò la difesa contro le truppe piemontesi del duca Carlo Emanuele III, affiancando ai soldati regolari della repubblica raggruppamenti di popolani e contadini schierati sui passi appenninici.
Rientrato a Genova dopo la fine del conflitto, ricoprì importanti cariche politiche e, assecondando il suo interesse per la cultura e le lettere, frequentò la colonia arcadica ligure col nome di Oronte. Nel 1751 sposò, nella cattedrale di San Lorenzo, la nobile genovese Maria Tomasina Balbi: dal matrimonio nacquero nove figli, di cui sei femmine e tre maschi.
Il 16 aprile 1771 fu eletto doge con 276 voti su 366 e l'8 febbraio 1772 ebbe luogo la fastosa cerimonia dell'incoronazione; in questa occasione gli arcadici vollero festeggiarlo con un Serto poetico comprendente vari sonetti e canzoni.
Per il banchetto inaugurale del suo dogato furono spese oltre 483 000 lire genovesi.

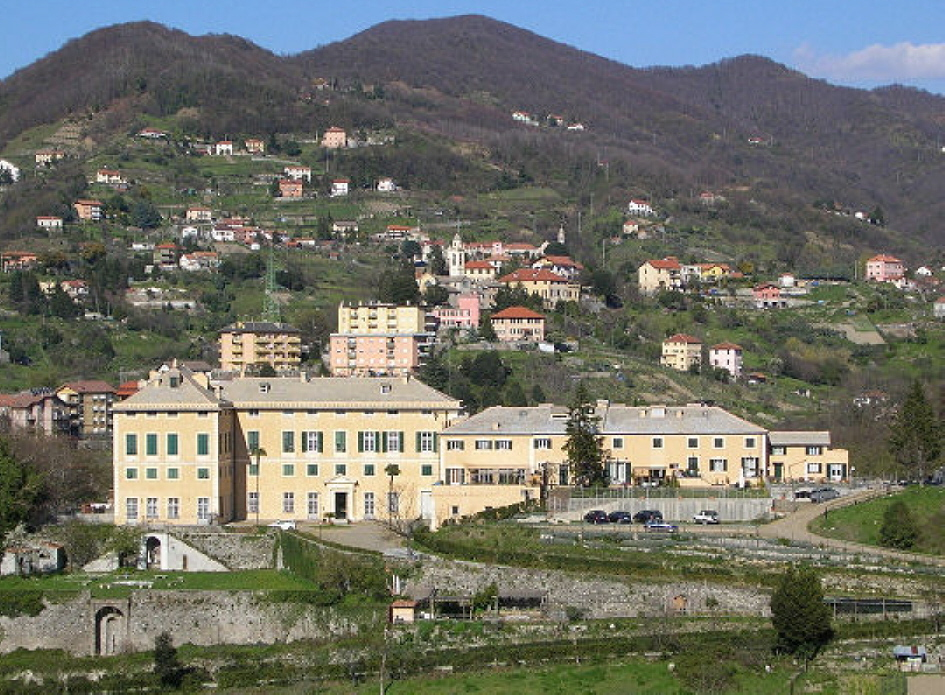
Villa Cambiaso a Cremeno

Durante il suo breve dogato fece restaurare a sue spese stucchi, dorature e vetrate del palazzo Ducale, ma è ricordato soprattutto per aver promosso e finanziato la costruzione della strada di fondovalle della val Polcevera, la prima idonea al transito di carri e carrozze, destinata a collegare San Pier d'Arena con Novi Ligure attraverso il passo della Bocchetta, sostituendo le antiche mulattiere che percorrevano i crinali collinari. L'apertura di questa strada, in suo onore chiamata "Camblasia", favorì un primo sviluppo economico della val Polcevera.
In realtà quest'opera, pur di grande utilità pubblica, serviva anche a rendere più agevoli i collegamenti tra la città e i possedimenti dei Cambiaso in val Polcevera (tra i quali la grande villa di famiglia a Cremeno) e lo stesso doge vi spese personalmente due milioni e mezzo di lire genovesi, ottenendo in cambio benefici fiscali per sé e per la sua famiglia.
In segno di riconoscenza, mentre era ancora in vita, il Senato della Repubblica gli fece erigere una statua, collocata nel salone del palazzo Ducale.
Giovanni Battista Cambiaso, ancora in carica, morì improvvisamente il 23 dicembre 1772, a 61 anni di età; venne sepolto nella basilica di San Siro.